# Au DOWNLOAD MUSIC CHART
『au DOWNLOAD MUSIC CHART』（エーユーダウンロードミュージックチャート）は、2005年4月から2008年9月まで毎週日曜日にJFN系列37局で放送していた音楽チャート番組。提供はKDDIの一社。パーソナリティは杉崎美香。

## 番組概要
この番組では各コンテンツプロバイダー（auなどの着うたおよび着うたフルに限らず、パソコンの音楽配信も含まれる）のダウンロードチャートと番組リスナーからのリクエストを加えた番組独自の集計で「今聞きたい、持ち歩きたい!」曲をコンセプトに放送してきた。
また、2005年12月29日にJFN系列で放送された「SUPER GRAND COUNTDOWN 2005」の中で16時 - 17時50分に番組の年間チャートを発表。通常ネットされていないレディオキューブ FM三重へもネットされた。以後毎年「SUPER GRAND COUNTDOWN」で年間チャートを放送するようになる。
開始当初は前身の「KDDI PRIME TIME RADIO」を引き継いだ12時 - 13時20分の放送で、FMぐんまでは12時59分に飛び降りたため（12時59分頃に独自に提供クレジットを入れて終了）、トップ3が聞けなかったが、2006年4月から番組自体が12時 - 12時55分に放送時間が短縮されたため、FMぐんまでも全編聴けるようになった。
放送は基本的に東京・渋谷のスペイン坂スタジオからだが、月1回原宿にあるKDDIデザイニングスタジオから放送してきた。年末の「SUPER GRAND COUNTDOWN」の場合はTOKYO FM本社からの放送となった。
2008年9月28日をもって3年半にわたる放送に幕を下ろし、翌週10月5日より「au ONAIR MUSIC CHART」としてリニューアル。「ONAIR」でも引き続き杉崎美香がパーソナリティを担当している。

## DJ
- ANNA：2005年4月 - 2006年12月、2007年4月 - 2008年3月
- 江藤麻由：2007年1 - 3月（ANNAの産休代行）
- 杉崎美香：2008年4月 - 9月

## コーナー
- クイズ！ビビッとランキング（新番組のau ONAIR MUSIC CHARTに継承された）
- SOUND FLYER（最新音楽情報）
- au WEEKLY TOPICS

など

## 年間ダウンロードチャート第1位獲得曲
| 年度    | 曲名          | 歌手名                |
| ------- | ------------- | --------------------- |
| 2005年  | Dreamland     | BENNIE K              |
| 2006年  | A Perfect Sky | BONNIE PINK           |
| 2007年  | 愛唄          | GReeeeN               |
| 2008年※ | そばにいるね  | 青山テルマfeat.Soulja |

※注 2008年は次番組「au ONAIR MUSIC CHART」（10月5日 - ）に引継ぎのため同番組の年間ランキングに加算。

## ネット局
全国37局ネット（2008年9月番組終了時点）。
- TOKYO FM（制作局）

北海道・東北
- AIR-G'
- AFB
- FM IWATE
- Date fm
- AFM
- Boy-FM（現Rhythm station）
- ふくしまFM

北関東・長野
- RADIO BERRY
- FMぐんま
- FM長野

北陸
- FM-NIIGATA
- FMとやま
- HELLO FIVE
- FM福井

東海
- Radio80（現FM GIFU）
- K-mix
- FM AICHI（現@FM）

近畿
- e-radio
- FM OSAKA（現FM OH!）
- Kiss-FM KOBE（現Kiss FM KOBE）

中国
- V-air
- FM岡山
- HFM
- FMY

四国
- FM香川
- FM徳島
- JOEU-FM
- Hi-Six

九州･沖縄
- FM FUKUOKA
- FMS
- FM Nagasaki
- FMK
- Air-Radio FM88
- JOY FM
- μFM
- FM沖縄

### 補足
- JFN全局中、レディオキューブ FM三重のみネットされていなかった（次番組「au ONAIR MUSIC CHART」へ続く）。